# Małe Krówno
Małe Krówno est une localité polonaise de la gmina rurale de Osieczna située dans le powiat de Starogard en voïvodie de Poméranie. Elle se trouve à environ 31 kilomètres au sud-ouest de Starogard Gdański et 72 km au sud-est de la capitale régionale Gdańsk.

## Géographie

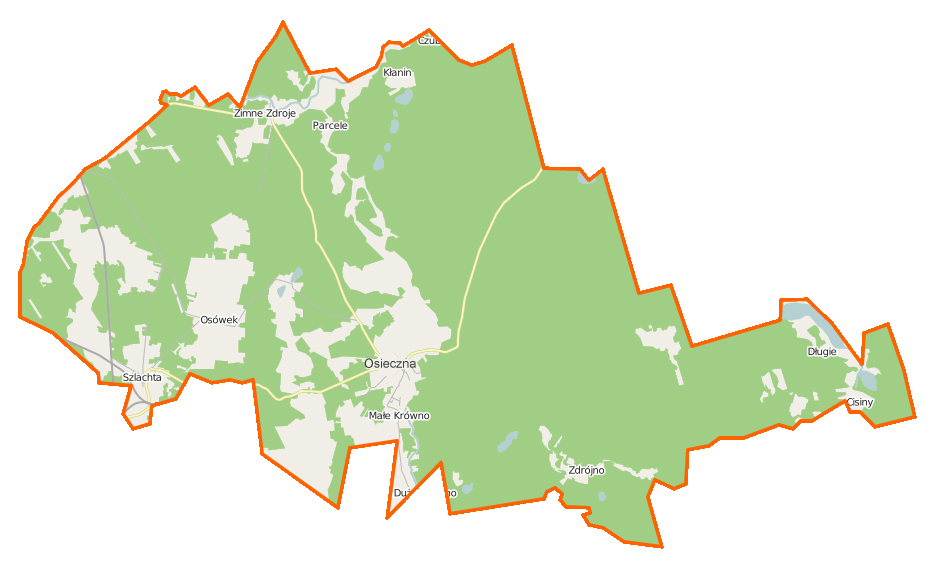
Carte de la gmina d'Osieczna.